# Theodor Kaluza
Theodor Franz Eduard Kaluza (ur. 9 listopada 1885 w Opolu, zm. 19 stycznia 1954 w Getyndze) – niemiecki matematyk i fizyk. Znany z prób unifikacji ogólnej teorii względności z elektromagnetyzmem przy pomocy aparatu przestrzeni pięciowymiarowej.

## Życiorys
Syn Maxa Kaluzy (1856–1921), profesora anglistyki w Królewcu, i Amalii Zaruby (1850–1924). Theodor, zgodnie z zapisami w księgach metrykalnych w opolskim kościele katedralnym (Podwyższenia Krzyża św.), w którym został ochrzczony, urodził się w Opolu. Mieszkał w domu przy ulicy Fesselstrasse 9 (obecnie Strzelców Bytomskich 9) na Wyspie Pasiece.
W wieku 3 lat wyjechał z rodzicami do Królewca, gdzie ukończył studia i obronił doktorat z fizyki na podstawie dysertacji pt. Die Tschirnhaustransformation algebraischer Gleichungen mit einer Unbekannten (Transformacja Tschirnhausa Równań Algebraicznych z Jedną Niewiadomą, Uniwersytet w Królewcu, 1907). Prowadził badania nad grawitacją i falami elektromagnetycznymi w pięciowymiarowej przestrzeni.
Kaluza jest znany za sprawą sformułowania teorii Kaluzy-Kleina, łączącej teorię względności z elektromagnetyzmem za pomocą pięciowymiarowej przestrzeni, nad czym pracował m.in. w 1919. Jego koncepcja interpretacji fundamentalnych sił fizycznych z użyciem dodatkowych wymiarów stała się popularna znacznie później, z nadejściem teorii strun.
Był poliglotą, znał 16 języków obcych.